# Кубок Первого канала 2024
Кубок Первого канала 2024 — ежегодный турнир по хоккею с шайбой, который прошёл с 12 по 15 декабря в Санкт-Петербурге на «СКА Арена».
В турнире принимали участие команды Казахстана, Беларуси и сборная мира КХЛ (команда, состоящая из иностранных игроков, выступающих в КХЛ). Как и в 2023 году Россию представляла команда «Россия 25» под руководством Романа Ротенберга.

## Подготовка
На турнир заявлено 3 национальные сборные и одна сборная из зарубежных игроков КХЛ.
13 декабря был проведен хоккейный турнир в формате 3x3.

## Матчи турнира
| Беларусь | 3:1             | Казахстан |
| -------- | --------------- | --------- |
|          | (0:1, 0:0, 3:0) |           |

| Россия 25 | 4:1             | Сборная мира КХЛ |
| --------- | --------------- | ---------------- |
|           | (0:0, 3:0, 1:1) |                  |

| Россия 25 | 4:3 ОТ               | Беларусь |
| --------- | -------------------- | -------- |
|           | (0:0, 2:3, 1:0, 1:0) |          |

| Казахстан | 1:3             | Сборная мира КХЛ |
| --------- | --------------- | ---------------- |
|           | (0:2, 0:1, 1:0) |                  |

| Россия 25 | 3:1             | Казахстан |
| --------- | --------------- | --------- |
|           | (1:1, 1:0, 1:0) |           |

| Беларусь | 6:1             | Сборная мира КХЛ |
| -------- | --------------- | ---------------- |
|          | (1:0, 4:1, 1:0) |                  |

## Турнирная таблица
| Место | Команда          | И | В | ВО | ВБ | П | ПО | ШЗ | ШП | РШ | О |
| ----- | ---------------- | - | - | -- | -- | - | -- | -- | -- | -- | - |
| 1     | Россия 25        | 3 | 2 | 1  | 0  | 0 | 0  | 11 | 5  | +6 | 6 |
| 2     | Беларусь         | 3 | 2 | 0  | 0  | 0 | 1  | 12 | 6  | +6 | 5 |
| 3     | сборная мира КХЛ | 3 | 1 | 0  | 0  | 2 | 0  | 5  | 11 | -6 | 2 |
| 4     | Казахстан        | 3 | 0 | 0  | 0  | 3 | 0  | 3  | 9  | -6 | 0 |

## Победитель
| Победитель Кубка Первого канала 2024 |
| Россия 25 Второй титул               |

## Лучшие игроки турнира
| Самый ценный игрок | Евгений Кузнецов                                                            |
| Вратарь            | Илья Набоков                                                                |
| Защитник           | Александр Елесин                                                            |
| Нападающий         | Марат Хайруллин                                                             |
| Бомбардир          | Марат Хайруллин 4 — (1+3) Михаил Григоренко 4 — (1+3) Вадим Мороз — 4 (2+2) |

## Турнир в формате 3×3
13 декабря 2024 года в рамках Кубка Первого канала был проведён турнир в формате 3×3. Победителем турнира стала команда «Россия 25», обыгравшая в финале сборную Беларуси со счётом 4:2.
| Россия 25 | 3 : 1       | Казахстан |
| --------- | ----------- | --------- |
|           | Турнир 3x3. |           |

| Беларусь | 5 : 3       | Сборная мира КХЛ |
| -------- | ----------- | ---------------- |
|          | Турнир 3x3. |                  |

| Казахстан | 2 : 1                             | Сборная мира КХЛ |
| --------- | --------------------------------- | ---------------- |
|           | Турнир 3x3. Матч за третье место. |                  |

| Россия 25 | 4 : 2              | Беларусь |
| --------- | ------------------ | -------- |
|           | Турнир 3х3. Финал. |          |